# 레일라 엘

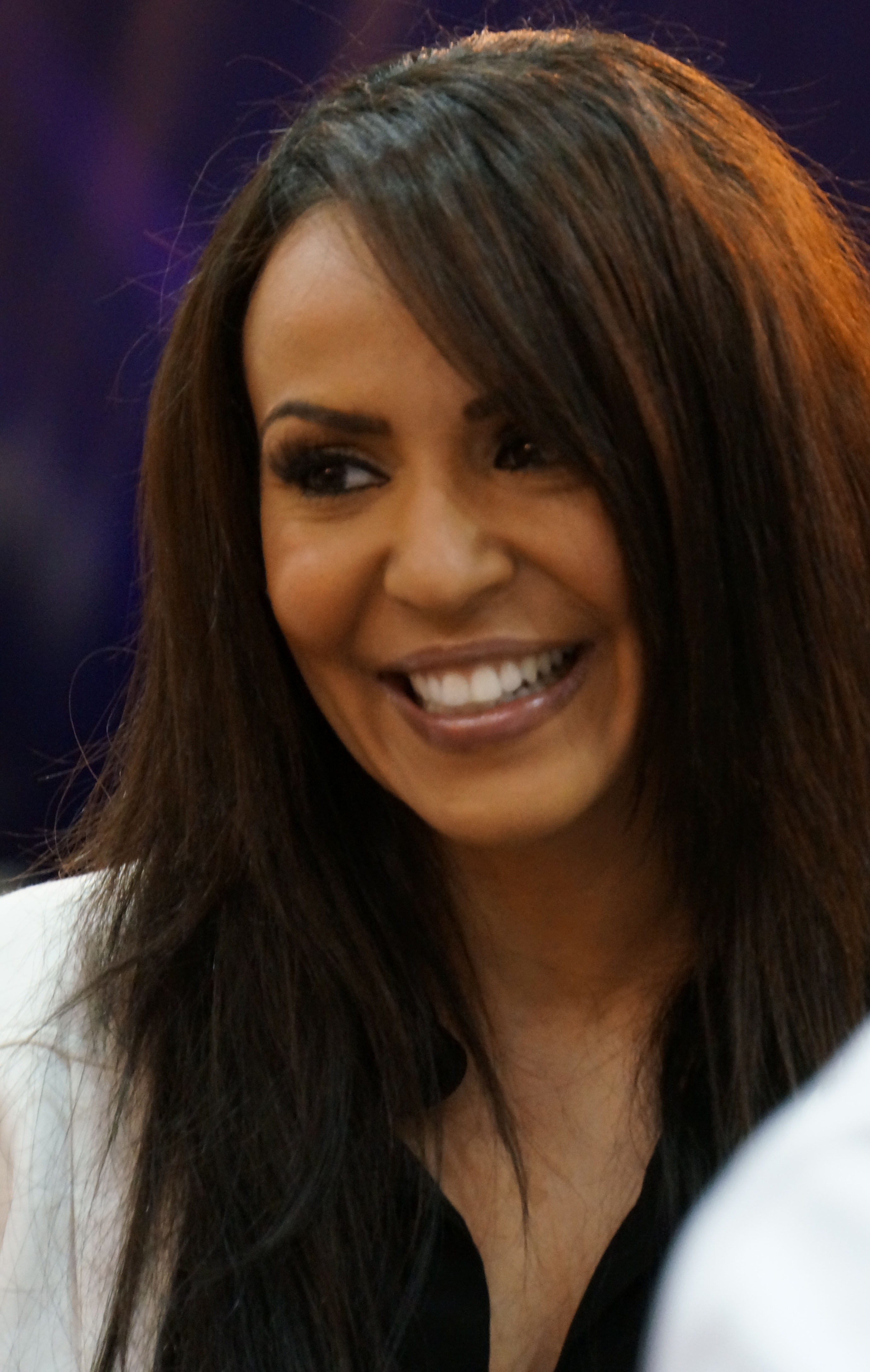
레일라 엘 (2014년)

레일라(Layla, 1977년 6월 25일 ~ )는 본명은 레일라 엘(Layla El)이다. 잉글랜드의 댄서, 모델, 여자 프로레슬링선수다. 키는 158cm 몸무게는 54kg이다. 피니쉬는 내스티 킥(스피닝 라운드하우스 킥), 레이아웃(행맨즈 넥브레이커), 페이슬리프트(다이빙 섬머솔트 인버티드 페이스락 죠브레이커), 밤쉘(라운드하우스 킥)으로 사용을 한다.

## 타이틀 경력
- WWE 위민스 챔피언 (구 버전) 1회
- WWE 디바스 챔피언 1회